# Fócio
Fócio I de Constantinopla (em grego: Φώτιος; romaniz.: Phōtios; c. 810/820 – c. 893[a]) foi o patriarca de Constantinopla entre 858 e 867 e, novamente, entre 877 e 886.
Fócio é considerado o mais poderoso e influente patriarca de Constantinopla desde João Crisóstomo e como o mais importante intelectual de seu tempo, "a luz do renascimento do século IX". Ele foi uma figura central tanto na conversão dos eslavos ao cristianismo quanto no cisma de Fócio.
Ele era um homem bem-educado nascido de uma família nobre de Constantinopla. Seu tio-avô era o falecido patriarca Tarásio. Ele pretendia se tornar um monge, mas escolheu ser um acadêmico e um estadista ao invés disso. Em 858, o imperador Miguel III, o Ébrio (r. 842–867) depôs o patriarca Inácio e Fócio, ainda um leigo, foi levado ao trono patriarcal em seu lugar. Em meio a disputas de poder entre o papa e o imperador bizantino, Inácio foi reconduzido ao cargo e Fócio foi derrubado pela primeira vez. Ele reassumiu a posição com a morte de Inácio em 877 por ordem do imperador e com a aprovação do novo papa, João VIII. Os católicos consideram o Quarto Concílio de Constantinopla, que anatemizou Fócio, como legítimo, enquanto que os ortodoxos consideram um outro concílio de mesmo nome, o Quarto Concílio de Constantinopla (Ortodoxo), que reverteu o primeiro, como legítimo. Esta contestação mútua sobre o que seria o oitavo concílio ecumênico marca o final da harmonia representada pelos sete primeiros concílios ecumênicos aceitos pelas duas Igrejas.

## Vida

### Secular

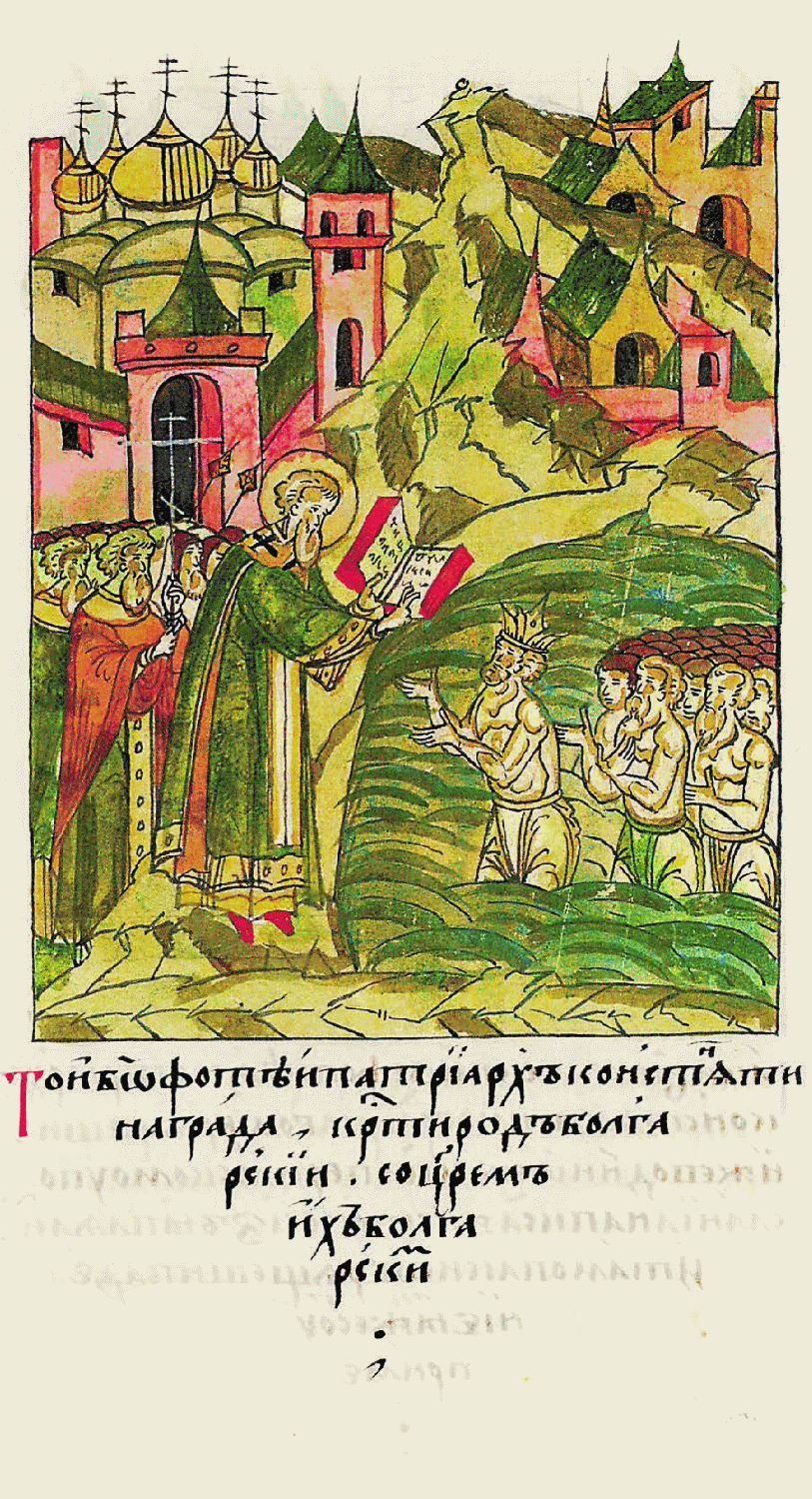
Fócio batizando os búlgaros

A maior parte das fontes primárias sobre a vida de Fócio foi escrita por pessoas hostis a ele. Os estudiosos modernos são, por isso, cautelosos quanto tentar inferir a acuracidade dessas informações.[b] Pouco se sabe sobre a origem e os primeiros anos de Fócio. Nós sabemos que ele nasceu em uma família nobre e que seu tio, Tarásio de Constantinopla, fora patriarca entre 784 e 806 sob a imperatriz Irene e Nicéforo I, o Logóteta. Durante a segunda onda do iconoclasma, sua família sofreu perseguições por causa de seu pai, Sergios, que era um proeminente iconófilo. A família retornou às graças apenas após o "Triunfo da Ortodoxia" em 842. Alguns estudiosos afirmam que ele era, pelo menos em parte, de ascendência armênia.[c] Os autores bizantinos também reportam que o imperador Miguel III, o Ébrio certa vez, num acesso de fúria, chamou Fócio de "cara de cazar", mas se isto é um insulto genérico ou uma referência a sua etnia é incerto.
Embora Fócio tenha tido uma excelente educação, não sabemos nada sobre ela.[d] A famosa biblioteca que ele possuía atesta a sua famosa erudição (teologia, gramática, filosofia, direito, ciências naturais e medicina). A maioria dos acadêmicos acredita que ele nunca lecionou na Magnaura (a universidade de Constantinopla) ou em qualquer outra universidade. Vasileios N. Tatakis afirma que, mesmo enquanto patriarca, Fócio ensinou "jovens estudantes sedentos de saber" em sua casa, que "era um centro de aprendizado".
Fócio diz que, quando jovem, ele tinha um pendor pela vida monástica, mas, o invés dela, optou por iniciar uma carreira secular. O caminho do serviço público provavelmente se abrira para ele quando, de acordo com uma fonte, o seu irmão Sérgio se casou com Irene, irmã da imperatriz Teodora, que, após a morte de seu marido Teófilo em 842, assumira a regência do império. Fócio então se tornou o capitão da guarda (protoespatário) e, posteriormente, primeiro secretário imperial (protoasecreta). Numa data incerta, Fócio participou ainda de uma embaixada aos abássidas de Bagdá.

### Patriarca de Constantinopla

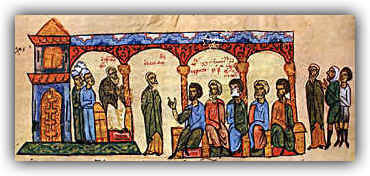
Fócio entronado como patriarca.
Iluminura no chamado Escilitzes de Madrid, atualmente na Biblioteca Nacional de España, em Madri.

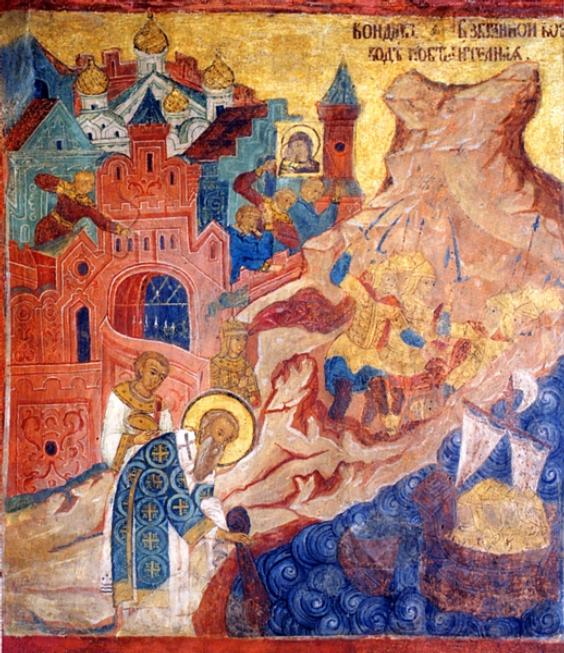
Fresco da Igreja da Deposição das Vestes em Moscovo que mostra o imperador bizantino e o Patriarca Fócio a colocarem o véu da Teótoco no mar.

A carreira eclesiástica de Fócio avançou de forma invulgar após o césar Bardas e seu sobrinho, o jovem imperador Miguel, colocaram um fim na administração da regente Teodora e do logóteta do dromo Teoctisto em 856 Em 858, foi a vez de Bardas se ver em conflito com o patriarca Inácio de Constantinopla, que se recusava a admiti-lo em Santa Sofia por causa de seu relacionamento com a sua nora, que era viúva. Em resposta, Bardas e Miguel tramaram a deposição de Inácio e o prenderam sob acusações de traição, deixando o trono vago. Bardas logo o preencheu com Fócio, que foi tonsurado em 20 de dezembro daquele ano e, nos quatro dias subsequentes, foi ordenado leitor, subdiácono, diácono e padre. Ele foi consagrado como patriarca de Constantinopla no Natal.
A deposição de Inácio e repentina promoção de Fócio provocaram um escândalo e uma divisão eclesiástica de proporções internacionais, pois o papa e os demais bispos ocidentais tomaram as dores de Inácio. A deposição dele sem um julgamento eclesiástico formal significava que a eleição de Fócio era não canônica e, eventualmente, o papa Nicolau I, como patriarca sênior, se envolveu na questão para determinar a legitimidade desta sucessão. Legados foram despachados para a capital imperial com instruções de investigar o caso, mas, ao encontrar Fócio já bem estabelecido na posição, eles concordaram com a sua eleição num sínodo realizado em 861 Ao retornarem para Roma, eles descobriram que não era isso que Nicolau pretendia e, em 863, num outro sínodo realizado em Roma, o papa depôs Fócio e reconduziu Inácio ao trono patriarcal. A ação foi completamente ignorada em Constantinopla e, quatro anos depois, Fócio se vingaria ao chamar um concílio e excomungando o papa por heresia — por causa da questão da "dupla procedência" do Espírito Santo (veja cláusula Filioque). A situação foi adicionalmente complicada por conta da questão da autoridade papal sobre toda a igreja e a contestada jurisdição sobre a recém-convertida Bulgária. Este período ficou conhecido como cisma de Fócio.
Esta confusão mudou com o assassinato do patrocinador de Fócio, Bardas, em 866, e do imperador Miguel no ano seguinte pelo seu co-imperador Basílio I, o Macedônio (r. 867–886), que usurpou o trono. Fócio foi deposto como patriarca, não tanto por ser protegido de Bardas e Miguel, mas por que Basílio procurava uma aliança com o papa e com o imperador do ocidente. Fócio foi removido do cargo e banido por volta de setembro de 867 e Inácio foi reinstalado em 23 de novembro. Fócio então foi condenado pelo Concílio de 869-870. Durante o seu segundo patriarcado, Inácio seguiu uma política muito próxima à que vinha seguindo Fócio.

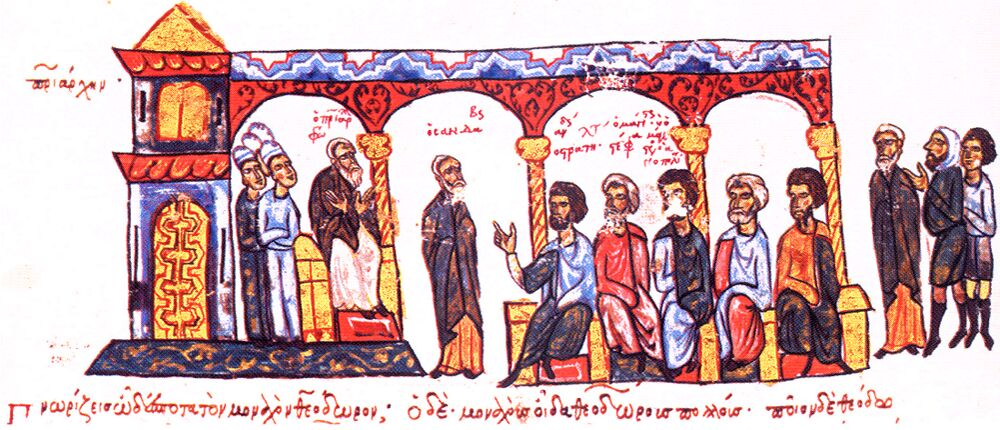
Fócio sendo interrogado.
Iluminura no Escilitzes de Madri.

Não muito depois de sua condenação, Fócio conseguiu se reconciliar com Basílio e se tornou o tutor dos filhos do imperador. A partir de cartas sobreviventes de Fócio escritas durante o exílio no mosteiro de Skepi, parece que o ex-patriarca pressionou o imperador para que ele fosse reinstalado. O biógrafo de Inácio argumenta que Fócio forjou um documento sobre a genealogia da família de Basília e o colocou na biblioteca imperial, onde ele tinha um amigo em posição de ajudar. De acordo com este documento, os ancestrais do imperador não eram simples camponeses como acreditavam todos, mas descendentes da Dinastia Arsácida da Reino da Armênia. Verdade ou não, esta história de fato revela a dependência de Basílio em Fócio para assuntos ideológicos e acadêmicos. Logo após Fócio ter sido convidado a se juntar à corte, ele e Inácio se encontraram e se reconciliaram publicamente. Quando Inácio morreu em 23 de outubro de 877, foi uma questão de dias até que seu antigo oponente fosse novamente apontado como patriarca. Shaun Tougher afirma que deste ponto em diante, Basílio não apenas dependia de Fócio, mas estava de fato completamente dominado por ele.
Fócio agora obteve o reconhecimento formal do mundo cristão num concílio reunido em Constantinopla em novembro de 879. Os legados do papa João VIII compareceram, preparados para reconhecerem Fócio como patriarca legítimo, uma concessão pela qual João seria muito censurado pela opinião dos autores latinos. O patriarca permaneceu firme nos principais pontos de contestação entre as igrejas do ocidente e do oriente, o pedido de desculpas exigido pelo papa, a jurisdição sobre a Bulgária e a introdução da cláusula Filioque no credo niceno-constantinopolitano. Eventualmente, Fócio se recusou a se desculpar ou aceitar a inclusão do Filioque e os legados tiveram que se contentar em retornar para casa apenas com a jurisdição sobre a Bulgária para Roma. Esta concessão, porém, era puramente formal, pois a Bulgária retornou ao rito bizantino em 870 e já havia assegurado para si o status de igreja autocéfala. Sem o consentimento de Bóris I da Bulgária, o papado não tinha a menor condição de fazer valer suas pretensões sobre o território.
Durante as disputas entre Basílio e seu herdeiro, Leão, Fócio tomou o lado do imperador. Em 883, Basílio acusou Leão de conspirar contra sua vida e confinou o príncipe no palácio. Ele o teria cegado não fosse pela intervenção de Fócio e de Estiliano Zautzes, o pai de Zoé Zautsina, a amante de Leão. Em 886, Basílio descobriu e puniu outra conspiração, desta vez dos empregados do hicanátos João Curcuas e muitos outros oficiais. Nesta, Leão não foi implicado, mas Fócio era possivelmente um dos conspiradores.

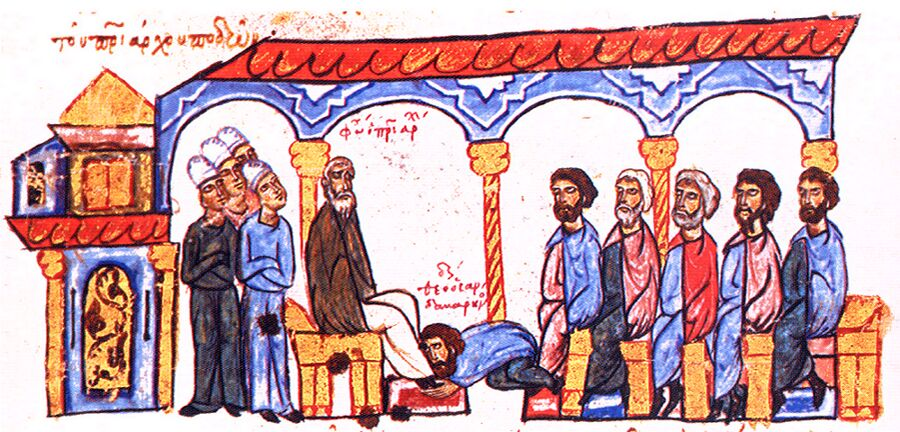
Fócio com o monge Teodoro Sandabareno.
Iluminura no Escilitzes de Madri.

Basílio morreu em 886 num acidente de caça, segundo a história oficial. Warren T. Treadgold acredita que, desta vez, a evidência aponta para um plano por parte de Leão, que se tornou imperador e dispensou Fócio, que havia sido seu tutor. Ele foi substituído pelo irmão do imperador, Estêvão I, e enviado para exílio no mosteiro de Bordi, na Armênia. É possível confirmar, pelas cartas de/e para o papa Estêvão V, que Leão arrancou uma renúncia de Fócio. Em 887, Leão montou um julgamento de traição contra Fócio, mas não conseguiu a sentença que queria. A testemunha principal, Teodoro Sandabareno, se recusou a testemunhar que Fócio estava por trás da remoção de Leão do poder em 883 e acabou sofrendo a fúria do imperador após o término do julgamento. Como persona non grata, Fócio provavelmente retornou à força para a vida monástica. Porém, parece que ele não permaneceu em opróbrio pelo resto de sua vida.
Fócio continuou sua carreira como um escritor no reino de Leão, que provavelmente reabilitou a sua reputação nos anos seguintes. Em sua Epitáfio (Epitaphios), sobre seus irmãos, um texto provavelmente escrito em 888, o imperador representa Fócio favoravelmente, retratando-o como o patriarca legítimo e um instrumento de unidade, uma imagem em contraste com as suas ações contra ele em 886 - 887. A confirmação de que Fócio fora reabilitado apareceu depois de sua morte: de acordo com algumas crônicas, foi permitido que seu corpo fosse sepultado em Constantinopla. Também, de acordo com o biógrafo de Inácio, anti-Fócio, os aliados do ex-patriarca clamaram por sua santidade após a sua morte. Além disso, um proeminente membro da corte de Leão VI, Leão Querosfactes, escreveu poemas comemorando a memória de diversas figuras famosas da época, como Leão, o Matemático e o patriarca Estêvão, e também Fócio. Shaun Tougher nota, porém, que "ainda que a morte de Fócio pareça de fato ter passado em branco para uma figura de tamanha importância para história bizantina [...] Leão [...] certamente não permitiu que ele voltasse à sua esfera política e é certamente esta ausência nesta arena que é culpada pela sua morte sem alarde".
A Igreja Ortodoxa venera Fócio como um santo, comemorado no dia 6 de fevereiro.

## Análises
Fócio é uma das mais famosas personalidades, não apenas do Império Bizantino do século IX, mas de toda a história do império. Um dos mais cultos homens de sua época, ele mereceu a sua fama parte por conta de seus conflitos eclesiásticos, mas também por seu intelecto e obras literárias. Analisando as suas obras, Tatakis considera Fócio como "uma mente voltada mais para a prática do que para a teoria". Ele acredita que, graças a Fócio, o humanismo foi incorporado na Ortodoxia como um elemento básico da consciência nacional dos bizantinos. Tatakis também argumenta que, tendo compreendido sua consciência nacional, Fócio emergiu como um defensor da nação grega e sua independência espiritual nos debates contra a igreja ocidental. Adrian Fortescue o considera como "o mais maravilhoso homem de toda a Idade Média" e reforça que "não tivesse ele emprestado seu nome ao grande cisma, ele seria lembrado para sempre como o maior acadêmico de seu tempo".

## Obras
A mais importante obra de Fócio é a sua renomada Biblioteca ou Mirióbiblo (Myriobiblon), uma coleção de excertos e resumos de 280 volumes de autores clássicos (geralmente citados como códices), cuja maior parte dos originais se perdeu. A obra é especialmente rica em citações de historiadores.
A Fócio também devemos quase tudo o que hoje existe sobre Ctésias de Cnido, Mêmno de Heracleia, Conon, os livros perdidos de Diodoro Sículo e as obras perdidas de Arriano. A história eclesiástica e a teologia também estão muito bem representadas nas obras dele, mas a poesia e a filosofia antiga foram quase que completamente ignoradas. Parece que ele não considerava necessário ligar com autores que homens bem educados já supostamente seriam familiares. Os trechos citados variam muito no comprimento e as numerosas notas biográficas parecem ter sido baseadas na obra de Hesíquio de Mileto.
O Léxico (Lexicon), publicado depois que a Biblioteca, foi principalmente obra de alguns de seus pupilos. O objetivo era ser um livro de referência para facilitar a leitura dos antigos clássicos e dos autores sagrados, cuja linguagem e o vocabulário haviam caído em desuso. O único manuscrito do Léxico é o Código de Galeano (Codex Galeanus), que está atualmente na biblioteca do Trinity College, em Cambridge.
Sua mais importante obra teológica é a Anfilóquia (Amphilochia), uma coleção de 300 perguntas e respostas sobre assuntos difíceis das Escrituras, endereçada a Anfilóquio, arcebispo de Cízico. Outras obras similares são o seu tratado, em quatro volumes, contra os maniqueístas e os paulicianos, e sua controvérsia contra os latinos sobre a processão do Espírito Santo. Fócio também endereçou uma longa carta de conselhos teológicos para o recém-convertido rei Bóris I da Bulgária. Diversas epístolas também sobreviveram.
Fócio também é o autor de dois "espelhos de príncipes", endereçado para Boris-Miguel da Bulgária (Epistola 1, ed. Terzaghi) e para Leão VI, o Sábio (Admonitory Chapters of Basil I).
A principal fonte autoritativa contemporânea sobre a vida de Fócio é um amargo detrator, Nicetas, o Paflagônio, o biógrafo de seu rival, Inácio.